# Dębce
Dębce [ˈdɛmpt͡sɛ] (tiếng Đức Eichwerder)  là một ngôi làng thuộc khu hành chính của Gmina Gryfino, thuộc hạt Gryfino, West Pomeranian Voivodeship, ở phía tây bắc Ba Lan, gần biên giới Đức.